# ائتمان شجري
الائتمانات الشجرية هي مفهوم الزراعة الحرجية المجتمعية حيث يكافأ مزارع الأشجار أو الخدمات المناخية للقائمين بالرعاية. تطوّر النظام استجابة للحاجة إلى طريقة بسيطة للحصول على أرصدة الكربون للمزارع الفردي بحد أدنى من النفقات العامة، ولتسهيل تنفيذ هذه المشاريع ومراقبتها باستخدام طرق ربحية، مثل التمويل الأصغر.
دُمِجَت أنظمة ائتمان الأشجار في برامج إدارة مياه الأمطار لمواقع التنمية على المستويات المحلية والولائية والوطنية. تختلف طرق الحساب، لكن جميع البرامج تشجع الحفاظ على الأشجار الموجودة وكذلك زراعة أشجار جديدة في هذه المواقع كطريقة لتقليل جريان مياه الأمطار. تقوم العديد من هذه الأنظمة بتقييم فائدة الأشجار الفردية، ولكن الاهتمام الإضافي يتزايد لطرق تقييم فوائد الغطاء الشجري التراكمي على مواقع بأكملها. تهدف أنظمة الائتمان هذه إلى تحديد الخدمات التي تقدمها الأشجار لمعالجة مياه الأمطار والحفاظ على جودة المياه وجودة الهواء وعزل الكربون. تسمح الاعتمادات لمصممي الموقع بطرح المساحة من إجمالي مساحة الموقع أو المنطقة غير المنفذة عند حساب حجم جودة المياه (WQv) و/ أو حجم إعادة الشحن (REv). لا يتم حساب الاعتمادات بشكل متسق عبر هذه الأنظمة نظرًا لحقيقة أن فوائد الأشجار يمكن أن تختلف باختلاف الحجم والأنواع والمناخ والموقع وما إلى ذلك. هناك نوعان شائعان من الائتمان هما تقليل السطح غير المنفذ وتقليل الحجم.

## ائتمان تقليل السطح غير المنفذ
يعد ائتمان تقليل السطح غير المنفذ هو الائتمان الأكثر شيوعًا حيث يُنسب إلى المواقع تقليل مساحة السطح غير المنفذة لكل شجرة. يتم تحديد هذه الائتمانات حسب نوع الشجرة (دائمة الخضرة، نفضية) مع رصيد أكبر للأشجار دائمة الخضرة وما إذا كانت شجرة موجودة أو جديدة (100-200 قدم ^ 2 للأشجار الجديدة أو من مساحة المظلة من الأشجار الموجودة). بالنسبة إلى موقع معين، عادةً ما يكون هناك حد أقصى إجمالي لائتمان الشجرة يُمنح بنسبة 25% من إجمالي السطح غير المنفذ. لضمان حدوث انخفاض في الجريان السطحي، غالبًا ما يكون هناك شرط أهلية للأشجار الواقعة على مسافة معينة من الأسطح غير المنفذة الحالية (10-25 قدمًا) للحصول على ائتمان. قد تشمل معايير الأهلية الأخرى أنواع الأشجار أو الحجم أو التصميم. تم تنفيذ هذه الأنواع من الائتمانات على بلديات مختلفة في جميع أنحاء الولايات المتحدة (أو، كاليفورنيا، الهند، واشنطن، السلطة الفلسطينية، تكساس) خلال العشرين عامًا الماضية.

## ائتمان تخفيض الحجم
يشتمل نظام ائتمان آخر على الأشجار التي يُنسب إليها تقليل حجم الجريان السطحي بناءً على قيمة الاحتفاظ بالأشجار الفردية. في بعض المناطق، يتم منح رصيد أكبر لخفض الحجم للأشجار المحفوظة فوق الأشجار المزروعة (20 قدمًا ^ 3 للأشجار المحفوظة، و10 قدمًا مكعبًا للأشجار المزروعة) بينما في مناطق أخرى يمكن تحديد الائتمانات بناءً على الحجم مع الأشجار (10 جالون / بوصة للأشجار أقل من 12 بوصة DBH، 20 جالونًا / بوصة للأشجار التي يزيد حجمها عن 12 بوصة DBH) (على سبيل المثال، واشنطن العاصمة). العوامل الإضافية التي يمكن أن تؤثر على مقدار الائتمان الممنوح هي حجم التربة ومظلة الأشجار لتقييم فوائد مياه الأمطار.

## التاريخ
تم حساب اعتمادات الأشجار على أنها أرصدة لمياه العواصف، وباستخدام حاسبة كربون الشجرة.
طور فرديناند سوارت نظام ائتمانات الشجرة باستخدام العملة المشفرة.
تم تصميم العديد من عمليات زرع الأشجار المجتمعية أو تأثرت بأساليب ائتمانات الأشجار.[بحاجة لمصدر] قدمت ولاية كارناتاكا الهندية خططًا لأرصدة الأشجار في عام 2016.